# Friedrich Wilhelm Weiskern

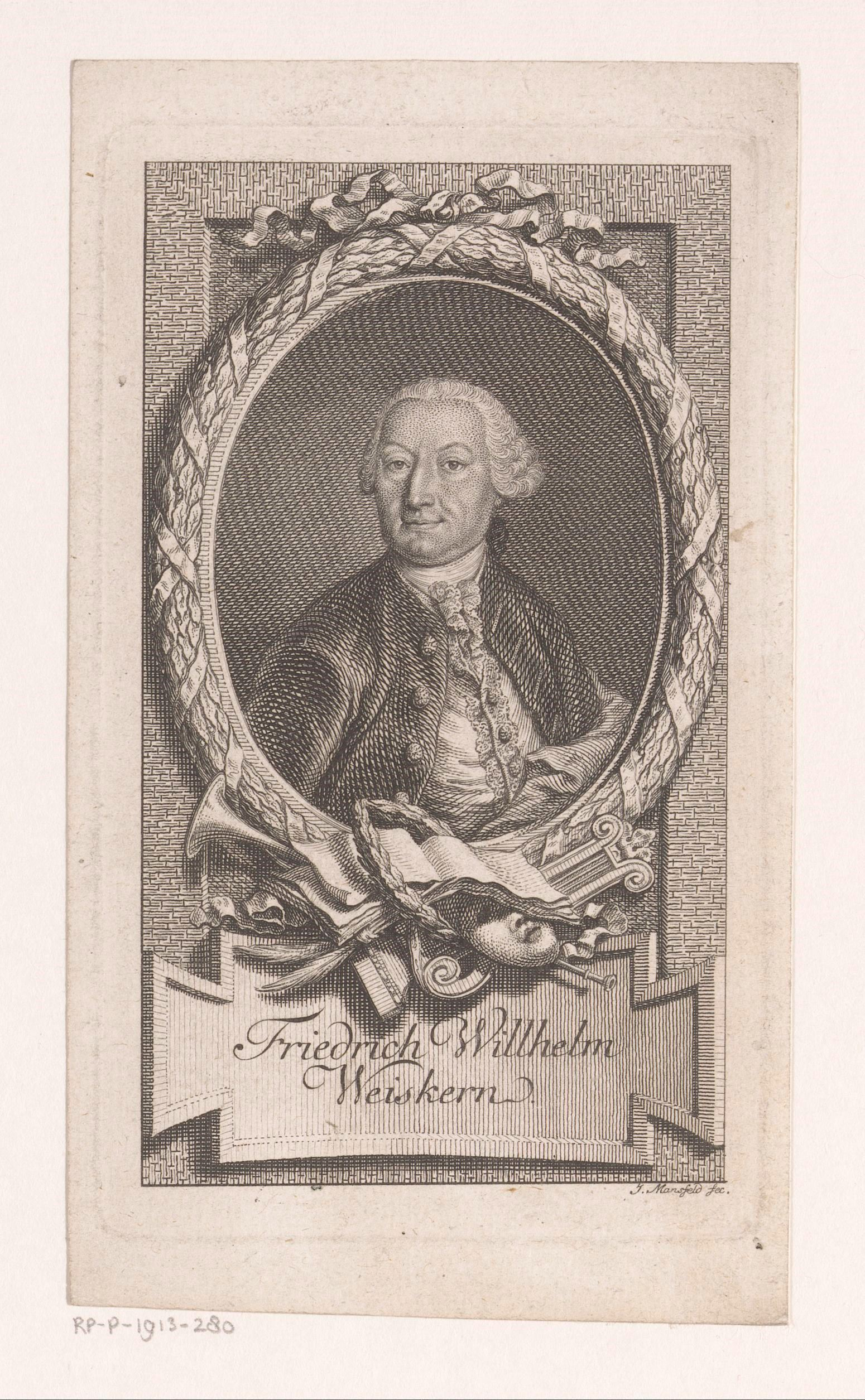
Johann Ernst Mansfeld: Friedrich Wilhelm Weiskern

Friedrich Wilhelm Weiskern (* 29. Mai 1711 in Eisleben; † 29. Dezember 1768 in Wien) war ein deutscher Schauspieler, Bühnenschriftsteller und Topograf.

## Leben
Friedrich Wilhelm Weiskern war der Sohn eines Rittmeisters aus Sachsen. 1734 kam er nach Wien, wo er als Schauspieler am Kärntnertortheater auftrat. Sein Rollenfach war anfänglich der junge Liebhaber, später der Vater. Bekannt wurde er besonders durch die von ihm entwickelte Figur des „grämlichen Alten“ Odoardo, mit der er in zahlreichen Stegreifkomödien auftrat. Weiskern schrieb selbst rund 150 Burlesken, für die er häufig italienische, spanische oder französische Vorbilder bearbeitete. Daneben war er 1741 an Plänen zum Umbau des Hofballhauses in das alte Burgtheater beteiligt. Er veröffentlichte sprach- und literaturwissenschaftliche Studien. Von 1749 bis 1764 redigierte er Die Deutsche Schaubühne zu Wienn.
Erst nach Weiskerns Tod erschien seine Topographie von Niederösterreich in drei Bänden, die ihm postum Anerkennung auf dem Gebiet der Topografie verschaffte. Heute ist er in erster Linie bekannt durch sein 1764 verfasstes Libretto zum Singspiel Bastien und Bastienne, einem Frühwerk Wolfgang Amadeus Mozarts. In Wien-Ottakring wurde 1919 die Weiskerngasse nach Friedrich Wilhelm Weiskern benannt. Der Protagonist in Christoph Heins Roman Weiskerns Nachlass (2011) forscht über den weitgehend in Vergessenheit geratenen Bühnenkünstler und Kartografen.